# Галлай, Оскар Михайлович
Оскар Михайлович Галлай (11 апреля 1889, Волковыск, Гродненская губерния — 1963) — советский кинорежиссёр.

## Биография
В 1909 году окончил Брест-Литовское коммерческое училище. В 1909—1910 годах работал театральным декоратором. В 1913 году окончил режиссёрское отделение Петербургского театрального училища Литературно-художественного общества. Работал помощником режиссёра на кинофабрике Бахаревой. В 1913—1914 годах учился в Парижской Академии художеств. В 1915—1926 годах служил в армии (в Первую мировую и гражданскую войны), работал режиссёром ряда театров и руководителем художественных кружков.
В 1926—1933 годах работал на киностудии Ленфильм (тогда Ленсовкино/Ленсоюзкино). Первые фильмы снял в тандеме с оператором М. А. Гальпером. В 1933—1946 годах — режиссёр киностудии «Лентехфильм», с 1946 года на студии «Леннаучфильм». Режиссёр многих научно-популярных фильмов.
Сохранилась переписка О. М. Галлая с поэтом Д. М. Цензором.
Племянник — писатель и лётчик-испытатель Марк Лазаревич Галлай.

## Фильмография
- 1928 — Железная лошадь[3]
- 1928 — Косая линия (дебют в главной роли М. А. Ростовцева)[3][4]
- 1929 — Бунт бабушек
- 1930 — Лицом к лицу
- 1931 — Секрет